# الرجل الفقير من نيبور
الرجل الفقير من نيبور هي قصة أكادية تعود أحداثها إلى حوالي 3000 مضت.تم إثباته من خلال الواح طينية عثر عليها في منطقة سلطان تبه جنوب شرق تركيا بطل هذه القصة شاب فقير اسمه جِميل ننورتا –(Gimil-Ninurta) كان يعيش في مدينة نفّر السومرية أو نيبور شرق مدينة عفك الحالية في محافظة الديوانية العراقية. تدور أحداث القصة عن شاب فقير يدعى جِميل ننورتا الذي لا يملك شي وقد اشتد به الجوع كاد يفقده صوابه فقرر أن يبيع ثيابه
ويشتري بثمنها عنزة، ليأخذها إلى بيت حاكم المدينة هدية له لينال عنها جائزة يأكل ويشرب ويكتسي بها، ولكن خاب ظن جميل ننورتا إذ غضب الحاكم عليه ونهره وطرده رغم توسلاته وشرح حاله، فقال جِميل ننورتا للبواب قبل خروجه قل لسيدك ما فعلته بي سأوافيك حقه ثلاثة أضعاف فيسخر رئيس البلدية من جِميل ننورتا.
فاستاجر جِميل ننورتا عربة وثوبًا وعاد إلى منزل العمدة ومعه صندوق مغلق يحتوي على عصفورين، وقدم نفسه على أنه ساعي ملكي ينقل الذهب إلى معبد إنليل. وعندما نام العمدة قام جِميل ننورتا في الليل وفتح الصندوق ليطلق الطيور، وضرب رئيس البلدية على ما فعله به وهرب
وفي المرة الثانية يدعي جيميل نينورتا على أنه طبيب متجول يأتي لعلاج جروحه العمدة. ويدعي على أن أدويته فعالة فقط في الظلام، قام بأخذ العمدة إلى غرفة خاصة، وربط يديه وقدميه وضربه مرة أخرى.
فقام العمدة وأمر حراسه بمراقبة جِميل ننورتا وفي المرة الثالثة استأجر جِميل ننورتا رجل ليدعي على أنه الرجل مع الماعز عند بوابة العمدة فيخرج الحرس طلبا له. ويختبئ جِميل ننورتا تحت جسر بالقرب من منزل فيقوم بضرب رئيس البلدية أثناء وجوده بمفرده.

## الألواح الطينية
أحد هذه الألواح هو المرقم متحفياً (.U. 51/78) والذي كان يحوي مفاتيح حكاية «الرجل الفقير من نيبور». حيث يتم ذكر اسم كاتب اللوح (نابو ريختو اوصر Nabû-riḫtu-uṣur) والذي دونه بطلب من (كودري-نركال Qurdi-Nergal) بالإضافة إلى كسرة أخرى بها بعض من الحكاية.
وقد وجد لوحين آخرين مختصين بالقصة ـ واحد في مكتبة (الإمبراطور الآشوري آشوربانيبيال) في نينوى ومحفوظ حالياً في المتحف البريطاني بالرقم (K 03478 + K 19604)،
والأخر عُثر عليه في نيبور (نفّر – قرب عفك / الديوانية) في وسط العراق من قبل بعثة تنقيبات جامعة بنسلفانيا ومحفوظ حاليا في متحفها بالرقم (N 4022).